# Problema de los momentos

Ejemplo: Dada la media y la varianza (así como todos los cumulantes adicionales iguales a 0), la distribución normal es la distribución que resuelve el problema de los momentos

El problema de los momentos es una cuestión en matemáticas que surge como resultado de intentar invertir la aplicación que relaciona una medida μ con la secuencia de momentos
{\displaystyle m_{n}=\int _{-\infty }^{\infty }x^{n}\,d\mu (x)\,.}
De manera más general, se puede considerar que
{\displaystyle m_{n}=\int _{-\infty }^{\infty }M_{n}(x)\,d\mu (x)\,.}
para una secuencia arbitraria de funciones Mn.

## Introducción
Dentro de la teoría clásica de funciones estadísticas, μ es una medida sobre la recta real y M es la secuencia {xn : n = 0, 1, 2, ...}. De esta forma, la cuestión aparece en teoría de la probabilidad, preguntando si hay una medida de probabilidad que posea la media, la varianza y los distintos momentos especificados; y si esta medida es única.
Hay tres problemas de momentos clásicos con nombre: el problema del momento de Hamburger en el que el soporte de μ se permite que sea toda la recta real; el problema del momento de Stieltjes, en el que se considera el intervalo [0, +∞); y el problema del momento de Hausdorff para un intervalo acotado, que sin pérdida de generalidad puede tomarse como [0, 1].

## Existencia
Una secuencia de números mn es la secuencia de momentos de una medida μ si y solo si se cumple una determinada condición de positividad; a saber, que la matriz de Hankel Hn,
{\displaystyle (H_{n})_{ij}=m_{i+j}\,,}
debería ser positiva semidefinida. Esto se debe a que una matriz de Hankel semidefinida positiva corresponde a un funcional lineal {\displaystyle \Lambda } tal que {\displaystyle \Lambda (x^{n})=m_{n}} y {\displaystyle \Lambda (f^{2})\geq 0} (no negativa para la suma de cuadrados de polinomios). Supóngase que {\displaystyle \Lambda } se puede extender a {\displaystyle \mathbb {R} [x]^{*}}. En el caso de una sola variable, un polinomio no negativo siempre se puede escribir como suma de cuadrados. Entonces, el funcional lineal {\displaystyle \Lambda } es positivo para todos los polinomios no negativos en el caso univariante. Según el teorema de Haviland, el funcional lineal tiene una forma de medida, es decir {\displaystyle \Lambda (x^{n})=\int _{-\infty }^{\infty }x^{n}d\mu }. Una condición de forma similar es necesaria y suficiente para la existencia de una medida {\displaystyle \mu } soportada en un intervalo dado [a, b].
Una forma de probar estos resultados es considerar el funcional lineal {\displaystyle \varphi } que aplica un polinomio
{\displaystyle P(x)=\sum _{k}a_{k}x^{k}}
a
{\displaystyle \sum _{k}a_{k}m_{k}.}
Si mkn son los momentos de alguna medida μ sobre [a, b], entonces evidentemente
| {\displaystyle \varphi (P)\geq 0} for any polynomial P that is non-negative on [a, b]. | \| \| \| \| \| \| \| \| | (1) |
|                                                                                        |                         |     |
|                                                                                        |                         |     |

Y viceversa, si (1) se cumple, se puede aplicar el teorema de extensión de M. Riesz y extender {\displaystyle \varphi } a un funcional en el espacio de funciones continuas con soporte compacto C0([a, b ]), de modo que
| {\displaystyle \varphi (f)\geq 0} for any {\displaystyle f\in C_{0}([a,b]),\;f\geq 0.} | \| \| \| \| \| \| \| \| | (2) |
|                                                                                        |                         |     |
|                                                                                        |                         |     |

Según el teorema de representación de Riesz, (2) se cumple si existe una medida μ sobre [a, b], tal que
{\displaystyle \varphi (f)=\int f\,d\mu }
para cada ƒ ∈ C0([a, b]).
Así, la existencia de la medida {\displaystyle \mu } equivale a (1). Usando un teorema de representación para polinomios positivos en [a, b],  se puede reformular (1) como una condición en la matriz de Hankel.
Cónsultese Shohat y Tamarkin, 1943 y Krein y Nudelman, 1977 para obtener más detalles.

## Unicidad (o determinación)
La unicidad de μ en el problema del momento de Hausdorff se deriva del teorema de aproximación de Weierstrass, que establece que los polinomios son densos bajo la norma del supremo en el espacio de funciones continuas en [0, 1]. Para el problema de un intervalo infinito, la unicidad es una cuestión más delicada (consúltese la condición de Carleman, la condición de Krein y Akhiezer (1965)). Hay distribuciones, como la distribución log-normal, que tienen momentos finitos para todos los números enteros positivos, pero otras distribuciones tienen los mismos momentos.

## Solución formal
Cuando la solución existe, se puede escribir formalmente usando derivadas de la delta de Dirac, ya que {\displaystyle \rho (x)=\sum _{n=0}^{\infty }{\frac {(-1)^{n}}{n!}}\delta ^{(n)}(x)m_{n}\quad \quad d\mu (x)=\rho (x)dx} se puede derivar tomando la transformada de Fourier inversa de su función característica.

## Variaciones
Una variación importante es el problema del momento truncado, que estudia las propiedades de las medidas con los k primeros momentos fijos (para un k finito). Los resultados del problema del momento truncado tienen numerosas aplicaciones para el problema extremal, los teoremas de optimización y los límites en teoría de la probabilidad. Véase también: inecuaciones de Chebyshev-Markov-Stieltjes y Krein y Nudelman, 1977.